# Мемориал столетия избирательного права женщин Западной Австралии
Мемориал столетия избирательного права женщин Западной Австралии расположен в Ботаническом саду Западной Австралии, на территории Кингс-парка в Перте. Он посвящён столетию со дня получения женщинами права голосовать наравне с мужчинами на выборах в Западной Австралии и отмечает вклад женщин в развитие Западной Австралии. Штат стал вторым штатом Австралии, предоставившим женщинам избирательные права, став одним из мировых лидеров в этом вопросе.
Мемориал был заказан во время планирования празднования столетия избирательного права женщин в Западной Австралии и был разработан художником Тони Джонсом (Tony Jones). Он был создан студентами Школы искусств и дизайна Западной Австралии и установлен в 1999 году.
This memorial celebrates the Western Australian Centenary of Women`s Suffrage 1899 - 1999 and honours the contribution of women to the development of Western Australia.
Мемориальное произведение искусства, известное как «Мемориал книжного листа» (англ. Bookleaf Memorial), представляет собой открытую книгу со страницами, которые, по-видимому, унесло ветром. Страницы книги лежат на земле в форме листьев Eucalyptus gomphocephala. Страницы символизируют петицию, которая помогла в 1899 получить права.
Мемориал был установлен рядом с другим памятником, посвящённым вкладу женщин в развитие штата — до этого, с 1968 года, в парке уже был расположен Мемориал пионерок.